# Cayetano Capuz
Cayetano Capuz y Romero fue un escultor español del siglo XIX.

## Biografía
Escultor natural de la localidad valenciana de Godella, donde nació en 1838, fue discípulo en Valencia de la Real Academia de San Carlos, en cuyas clases superiores obtuvo varios premios. En la Exposición Nacional de Bellas Artes de 1858 presentó un Busto en yeso del Comisario general de Cruzada D. Mariano Liñan y Morelló, obra por la cual alcanzó mención honorífica. Fueron también obras de este artista el altar oratorio del Seminario conciliar de Valencia; un Nazareno con la Cruz acuestas, que existía en el pueblo de Petrexi; un Cristo de marfil, y un San Vicente Ferrer que poseía Vicente González; Unos mancebos que estaban en el camarín de la Virgen de los Desamparados en Valencia, junto a la catedral, y una estatua de la referida imagen para el banquero José Campo.